# Rıdvan Yılmaz
Rıdvan Yılmaz (* 21. Mai 2001 in Gaziosmanpaşa, Istanbul) ist ein türkischer Fußballspieler. Er steht als Linksverteidiger bei den Glasgow Rangers unter Vertrag und ist türkischer A-Nationalspieler.

## Leben
Yılmaz kam 2001 als Enkel von Einwanderern aus Bulgarien (Balkantürken) in der Ortschaft Gaziosmanpaşa der marmarischen Großstadtkommune Istanbul zur Welt. Er wuchs mit einem älteren Bruder, einer jüngeren Schwester und seinen Eltern nördlich von Gaziosmanpaşa in Sultangazi und auch in Bursa auf. Mit dem Fußballspielen begann er in der Istanbuler Metropole anfänglich als Straßenfußballer und führte es in der Sportschule seiner Ortschaft weiter, wo er später von einem seiner Lehrer an einen Jugendtrainer des Sportvereins Beşiktaş Istanbul empfohlen wurde. Woraufhin Yılmaz beim Beşiktaş eine Trainingseinheit absolvierte und ihn in deren Nachwuchsabteilung aufnahmen. Nach der Mittelschule schloss er die Sekundarstufe II des Rami İnönü Lisesi in Bayrampaşa auch mit einem Schulabschluss ab.

## Karriere
Yılmaz ist ein 1,74 Meter großer Defensivspieler und agiert als Linksfüßer primär in der linken Außenverteidigung und kann auch in der Offensive als linker Flügelspieler spielen.

### Verein
Mit dem Vereinsfußball begann Yılmaz mit sieben Jahren bei Beşiktaş Istanbul und als offizieller lizenzierter Jugendspieler mit 11 Jahren im Februar 2013 in deren Jugendabteilung. Er absolvierte für die U19-Junioren mit 16 Jahren sein erstes Spiel in der UEFA Youth League 2017/18 gegen den FC Porto. Insgesamt absolvierte er für die U19-Junioren 44 Pflichtspiele, wobei er neun Tore erzielen konnte. Für die U21-Herrenmannschaft spielte er 2017 acht Mal in der Liga und konnte dabei kein Tor erzielen. Am 27. Spieltag der Süper Lig 2018/19 gab er sein Profi-Debüt für die erste Mannschaft, als er gegen Rizespor kurz vor Schluss eingewechselt wurde. In dieser Saison 2018/19 stand er insgesamt acht Mal im Kader der Profis. In der Süper Lig 2019/20 stand er in der Süper Lig bereits sechs Mal auf dem Spielfeld. In der Europa League saß er 2019 einmal auf der Bank.

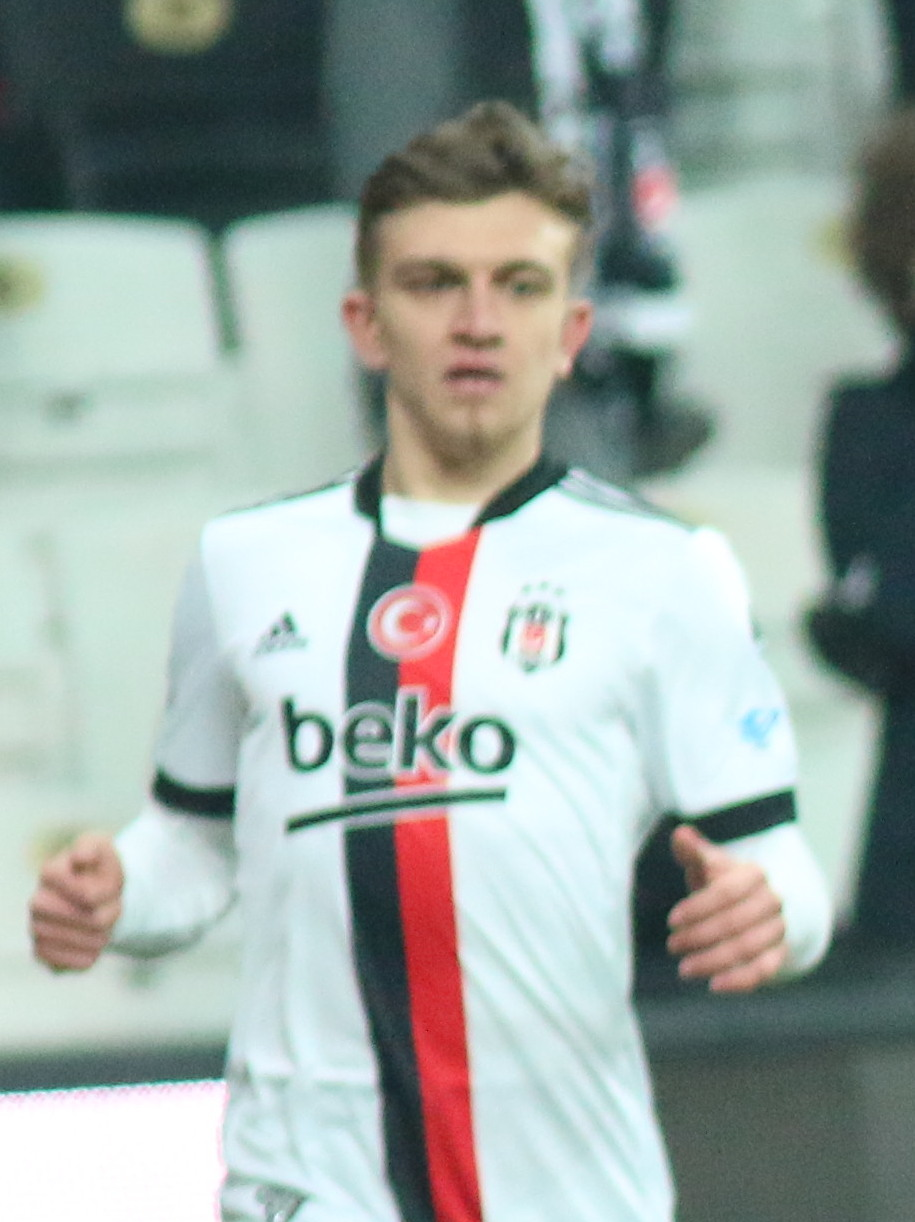
Rıdvan Yılmaz im Ligaspieleinsatz (Februar 2022)

In der nächsten Saison kam er häufiger zum Einsatz und entwickelte sich zum Stammpersonal des Profi-Kaders. Außerdem sammelte er seine ersten internationalen Erfahrungen auf Profi-Vereinsebene in der Europa-League-Qualifikation gegen den Rio Ave FC. Sein erstes Tor für die Profis schoss er am 1. Mai 2021 (39. Spieltag) gegen Hatayspor zum 5:0 bei einem 7:0-Sieg. Nachdem er in der Saison 2020/21 21-mal eingesetzt wurde, holte seine Mannschaft das Double aus Pokal und Meisterschaft. In der Saison 2021/22 kam er regelmäßig als Startelfspieler zum Einsatz, wobei er aufgrund Oberschenkelproblemen mehrere Ligaspiele verpasste.
Yılmaz wechselte im Juli 2022 nach Schottland zum Europa-League-Vorjahresfinalisten Glasgow Rangers.

### Nationalmannschaft
Yılmaz spielte zwischen Dezember 2016 und Februar 2020 für mehrere Jugendnationalmannschaften von der U16 bis U19 der TFF. Für die türkische U21-Herrenmannschaft lief er seit September 2020 fünfmal auf und das teilweise als Kapitän.
Anschließend wurde er im Mai 2021 vom Nationaltrainer Şenol Güneş in den vorläufigen 30-Mann-Kader für die Europameisterschaft 2021 berufen, aus dem er später auch nicht gestrichen wurde. Damit wurde er historisch mit 20 Jahren das jüngste Kadermitglied der Türkei bei Endrundenteilnahmen der Europameisterschaft. Bei einem 2:1-Vorbereitungsspielsieg gegen Aserbaidschan debütierte er in der Startformation der A-Nationalmannschaft. In der Europameisterschafts-Endrunde schied er mit seinem Team bereits als Gruppenletzter mit 0 Punkten aus und Yılmaz stand lediglich einmal im Spieltagskader.

## Erfolge
- Beşiktaş Istanbul
  - U21-Mannschaft
    - Staffel- und Gesamtmeister der türkischen U21-Meisterschaft: 2017/18[17]

  - Profimannschaft
    - Türkischer Meister: 2020/21
    - Türkischer Pokalsieger: 2020/21
    - Türkischer Supercupsieger: 2021